# Peperomia variculara
Peperomia variculara är en pepparväxtart som beskrevs av William Trelease. Peperomia variculara ingår i släktet peperomior, och familjen pepparväxter. Inga underarter finns listade i Catalogue of Life.